# He Ain't Heavy, He's My Brother (The Justice Collective)
He Ain't Heavy, He's My Brother è un singolo del supergruppo Justice Collective del 2012, cover dell'omonimo brano di Kelly Gordon.

## Composizione e pubblicazione
I Justice Collective che includevano Melanie C, Robbie Williams, Paul Heaton, Paloma Faith, Paul McCartney, Kenny Dalglish, Alan Hansen, Rebecca Ferguson, e due membri originali degli Hollies: Bobby Elliott e Tony Hicks. Si trattava di un progetto benefico associato alla Strage di Hillsborough.
Il singolo è stato pubblicato il 17 dicembre 2012 e ha raggiunto l'ambito primo posto della Official Singles Chart nella settimana di Natale.

## Formazione
Qui di seguito la lista completa dei musicisti che hanno partecipato al progetto:
Cantanti
- Andy Brown (Lawson)
- Gerry Marsden (Gerry and the Pacemakers)
- Paul Heaton (The Beautiful South)
- Glenn Tilbrook (Squeeze)
- John Power (Cast, The La's)
- Robbie Williams
- Melanie C
- Rebecca Ferguson
- Holly Johnson (Frankie Goes to Hollywood)
- Paloma Faith
- Beverley Knight
- Eliza Doolittle
- Dave McCabe (The Zutons)
- Peter Hooton (The Farm)
- Ren Harvieu
- Jon McClure (Reverend and The Makers)
- Paul McCartney
- Shane MacGowan (The Pogues)
- Bobby Elliott (The Hollies)
- Tony Hicks (The Hollies)
- Hollie Cook (The Slits)
- LIPA Gospel Choir
- Clay Crosse
- Alan Hansen
- Peter Reid
- John Bishop
- Kenny Dalglish
- Neil Fitzmaurice

Musicisti
- Chris Sharrock (Beady Eye) – batteria
- David Catlin-Birch (World Party) – basso
- Paul McCartney – chitarra
- Mick Jones (The Clash) – chitarra elettrica
- Andrew "Davo" Davitt – chitarra acustica
- Guy Chambers – pianoforte
- Will Pound – armonica
- Liverpool Philharmonic Orchestra – strumenti a corda
- Richard Blake – tromba/flicorno
- Matthew Lewis – trombone/eufonio
- Meredith Moore – corno francese
- Will Roberts – tuba

Produzione
- Guy Chambers – produzione
- Richard Flack – produzione, ingegneria del suono
- Oliver Som – ingegneria del suono
- Liam Nolan – ingegneria del suono
- Chris Taylor – ingegneria del suono
- Jon Withnall – ingegneria del suono
- Tony Draper – ingegneria del suono
- Alec Brits – ingegneria del suono

## Classifiche
| Classifica (2012) | Posizione massima |
| ----------------- | ----------------- |
| Irlanda           | 4                 |
| Norvegia          | 17                |
| Paesi Bassi       | 36                |
| Regno Unito       | 1                 |